# La mia buona stella
| Recensione | Giudizio |
| ---------- | -------- |
| AllMusic   |          |

La mia buona stella è il secondo album in studio del rapper italiano Mikimix, pubblicato nel 1997 dalla Columbia Records.

## Descrizione
Il disco si compone di dieci brani, tra cui E la notte se ne va, con il quale il rapper pugliese prese parte al Festival di Sanremo.
L'album ottenne uno scarso successo commerciale. L'anno successivo, dopo aver pubblicato un ultimo singolo, Vorrei che questo fosse il paradiso, l'artista cambiò nome d'arte in Caparezza e, dopo aver inciso alcuni demo, ottenne nel 2000 il primo contratto discografico con la Virgin Records che pubblicò l'album ?!.

## Tracce
1. E la notte se ne va – 4:03
2. Donne in minigonne – 4:01
3. Gioioso sorriso – 4:10
4. Che c'è di buono in me – 4:15
5. Succede solo nei film – 4:03
6. La mia buona stella – 4:30
7. Bella bionda – 3:54
8. Tengo duro – 3:55
9. Ti voglio meglio – 3:59
10. Attenti al farmaco – 3:48

## Formazione
- Mikimix – voce
- Bruno Crepaldi – chitarra elettrica
- Mauro Tognin – chitarra acustica
- Daniele Lucchin – basso, cori
- Giovanni Bianchi – tastiera, cori
- Gianmatteo Lucchin – batteria
- Ugo Bolzoni – programmazione, cori
- Emanuela Cortesi, Franco Vavassori, Silvano Ghioldo, Matteo Bonsanto, Patrizia Saitta – cori